# Ludwig Zöller (Geograph)
Ludwig Zöller (* 11. Mai 1953 in Kirchen (Sieg)) ist ein deutscher Geograph. Bis 2018 war er Professor am Lehrstuhl für Geomorphologie an der Universität Bayreuth.

## Karriere
Zöller studierte Politikwissenschaft und Geographie an der Universität Trier. Nach seiner Promotion 1983 und einer Assistentenzeit an der Universität des Saarlandes ging er ans Max-Planck-Institut für Kernphysik nach Heidelberg. Dort war er ab 1985 an der Forschungsstelle für Archäometrie angestellt. 1995 folgte die Habilitation im Fach Geographie an der Fakultät für Geowissenschaften der Ruprecht-Karls-Universität Heidelberg. 1997 übernahm er eine Professur für Physische Geographie an der Universität Bonn. Vom 1. März 2002 bis 2018 war Zöller Inhaber des Lehrstuhls für Geomorphologie in Bayreuth.

## Publikationen (Auswahl)
- Ludwig Zöller: Würm- und Rißlöß – Stratigraphie und Thermolumineszenz-Datierung in Süddeutschland und angrenzenden Gebieten, Heidelberg 1995 (Habilitationsschrift als PDF-Datei; 3,74 MB)
- Ludwig Zöller: Geomorphologische und quartargeologische Untersuchungen im Hunsrück-Saar-Nahe-Raum (Forschungen zur deutschen Landeskunde). Zentralausschuss für deutsche Landeskunde, Trier 1985, ISBN 3-88143-026-1
- Ludwig Zöller: Die Physische Geographie Deutschlands. Wissenschaftliche Buchgesellschaft, Darmstadt 2017, ISBN 978-3-534-74280-6.